# Württembergisches Pionier-Bataillon Nr. 13

Württembergische Pioniere um 1835
(Leutnant und Gemeiner)

Das Württembergische Pionier-Bataillon Nr. 13 war ein Pionier-Bataillon der Württembergischen Armee bzw. des Deutschen Heeres. 
Es wurde im Zuge eines neuen Militäretats als Sappeur-Kompanie zum 1. Mai 1817 errichtet. Als Garnison wurde zunächst Ludwigsburg bestimmt. Schon 1817 wurde ein Kommando nach Ulm geschickt, um sich an der Landaufnahme für die noch zu bauende Bundesfestung zu beteiligen. Das Bataillon wurde am Ende des Ersten Weltkrieges 1918 aufgelöst. Während der Zeit des Deutschen Reiches war es eines von insgesamt 35 Pionierbataillonen.

## Garnison

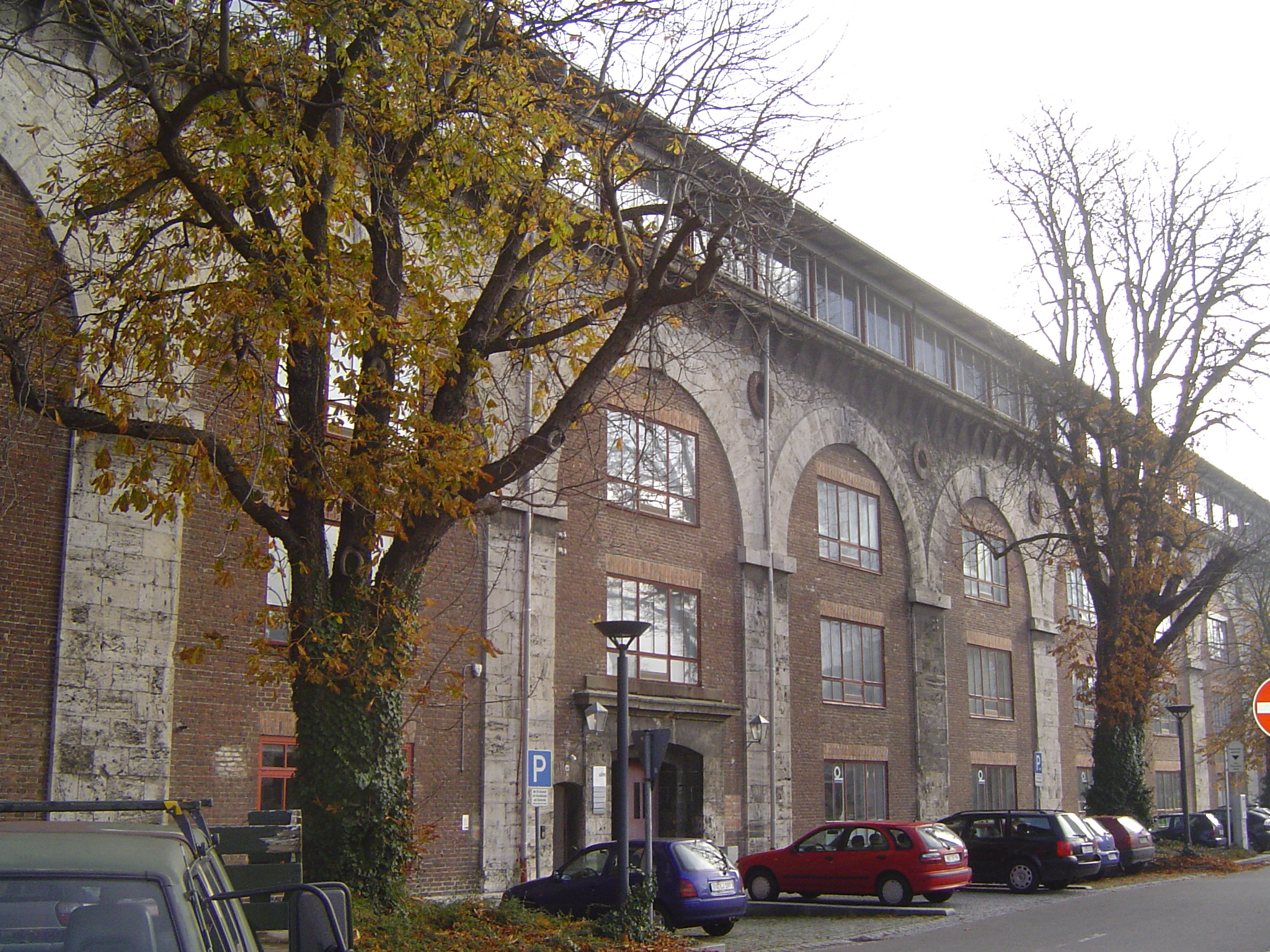
Reduit der Unteren Donaubastion

Am 8. August 1857 wurde eine Festungs-Pionier-Kompanie aufgestellt. Im September 1857 wurde das Pionierkorps in die Garnison Ulm verlegt, hier wurde es in der Unteren Donaubastion untergebracht. Am 18. Dezember 1872 wurde im Zuge der Neuorganisation des deutschen Heeres die Bezeichnung „Württembergisches Pionier-Bataillon“ eingeführt und beim Bataillon eine 4. Kompanie aufgestellt.
Ab 1888 erhielt das Bataillon die Bezeichnung „Königlich Württembergisches Pionier-Bataillon Nr. 13“, in der Unteren Donaubastion (Pionier-Kaserne) lagen Stab, 1. und 3. Kompanie und in der Unteren Gaisenbergbastion (Gaisenberg-Kaserne) die 2. und 4. Kompanie.
Das Bataillon unterstand dem XIII. (Königlich Württembergischen) Armee-Korps. Ulm blieb bis zur Auflösung Standort der württembergischen Pioniere.

## Feldzüge
In den Feldzügen 1848 gegen Dänemark nahm ein Detachement des Pionier-Korps und 1866 gegen Preußen das ganze Pionier-Korps im Verband der württembergischen Truppen teil.
Unter seinem Kommandanten Major Löffler zog das Ulmer Feld-Pionier-Korps mit Stab, Pontonier-Kompanie, Schanzkolonne und Telegraphenabteilung in den Krieg 1870–1871 gegen Frankreich. Die Festungstruppe blieb zunächst als Genie-Kompanie in Ulm und wurde im Verlauf des Feldzuges zur Belagerung von Belfort und zur Erstürmung von Perouse eingesetzt. Das Feld-Pionier-Korps nahm – außer den Pioniereinsätzen beim Vormarsch – an den Schlachten bei Wörth und Sedan sowie an der Belagerung von Paris teil. Nach dem Waffenstillstand richtete das Pionier-Korps das Paradefeld bei Villiers für die württembergischen, bayerischen und sächsischen Truppen her, welche nicht am Einzug in Paris beteiligt waren. Kaiser Wilhelm I. dankte der Truppe für ihre Leistungen.

## Sonstige Einsätze
- Einsatz beim Hochwasser an der Iller, 1910.[1]

## Organisation

### Gliederung
Das Bataillon umfasste mit Friedensstand 1914:
- Stab
- 4 Kompanien
- 1 Scheinwerferzug
- Sanitäts- und Verwaltungspersonal (Sanitätsoffiziere und Zahlmeister)

### Kommandeure
| Nr. | Name                                       | Datum der Ernennung |
| --- | ------------------------------------------ | ------------------- |
| 1.  | von Arlt                                   | 1814                |
| 2.  | von Yelin                                  | 1815                |
| 3.  | von Berger                                 | 1817                |
| 4.  | Merz                                       | 1824                |
| 5.  | von Keinitz                                | 1826                |
| 6.  | von Niethammer                             | 1850                |
| 7.  | Oberstleutnant Emil von Loeffler           | 1869                |
| 8.  | Johann Otto von Gaertner                   | 1874                |
| 9.  | Oberst Emil von Loeffler (erneut)          | 1875                |
| 10. | Major/Oberstleutnant Friedrich von Ziegler | 1877                |
| 11. | von Balluseck                              | 1883                |
| 12. | Gaede                                      | 1888                |
| 13. | Oberstleutnant Johann Heinrich Beurlin     | 1891                |
| 14. | Haak                                       | 1894                |
| 15. | Heiber                                     | 1898                |
| 16. | Dinkelacker                                | 1903                |
| 17. | Kahns                                      | 1906                |
| 18. | Major Hermann Klotz                        | 1910                |
| 19. | Major Langenstraß                          | August 1914         |
| 20. | Major Queisner                             |                     |
| 21. | Major von Stockmayer                       | Februar 1917        |
| 22. | Hauptmann Deyhle                           | Juni 1917           |

## Sonstiges

### Fahne
Die Fahnen des Bataillons wurden restauriert und befinden sich seit 1967 im Gardesaal des Ludwigsburger Schlosses.

### Marsch
Der Defiliermarsch von Carl Faust, komponiert 1855, war der Parademarsch des Bataillons. Er ist seit 1961 Bestandteil der Armeemarschsammlung (AM II, Nr. 126) der deutschen Bundeswehr.

### Bekannte Bataillonsangehörige
- Robert Bosch (* 23. September 1861 in Albeck, † 12. März 1942 in Stuttgart), Industrieller, 1881 bis 1882 als Einjährig-Freiwilliger im Bataillon.
- Hermann Köhl, (* 15. April 1888 in Neu-Ulm, † 7. Oktober 1938 in München), Flieger, 1914 als Fahnenjunker im Bataillon.

## Verweise